# Eleocharis argyrolepis
Eleocharis argyrolepis är en halvgräsart som beskrevs av Kierulff. Eleocharis argyrolepis ingår i släktet småsäv, och familjen halvgräs. Inga underarter finns listade i Catalogue of Life.